# Silangkitang Tambiski
Silangkitang Tambiski is een bestuurslaag in het regentschap Tapanuli Selatan van de provincie Noord-Sumatra, Indonesië. Silangkitang Tambiski telt 434 inwoners (volkstelling 2010).